# Császár megállóhely
Császár megállóhely egy megszűnt vasúti megállóhely, amit a MÁV üzemeltetett a Komárom-Esztergom vármegyei Császár településen. A település központjának északkeleti széle közelében helyezkedett el, közúti elérését a 8135-ös útból kiágazó 81 326-os számú mellékút tette lehetővé.

## Vasútvonalak
A megállóhelyet az alábbi vasútvonalak érintették:
- Környe–Pápa-vasútvonal

## Kapcsolódó állomások
A megállóhelyhez az alábbi állomások vannak a legközelebb:
- Szák-Szend megállóhely (Környe vasútállomás, Környe–Pápa-vasútvonal)
- Ete megállóhely (Pápa vasútállomás, Környe–Pápa-vasútvonal)